# The Sleepy Jackson
The Sleepy Jackson – australijski duet grający rocka alternatywnego. Nazwa zespołu jest zainspirowana przez perkusistę zespołu, który jest narkoleptykiem.

## Dyskografia

### Albumy
- Lovers - (2003) - #21 Australia, #69 UK, #117 Francja
- Personality - One Was a Spider, One Was a Bird - (2006) - #10 Australia, #42 Sweden

### Single
- z albumu Lovers:
  - "Vampire Racecourse" (2003) - #71 Australia, #50 UK
  - "Good Dancers" (2003) - UK; November 24, 2003 - Australia) - #71 UK
  - "Come to This" (2004)
  - "This Day"/"Come to This" - (2004)
- z albumu Personality - One Was a Spider, One Was a Bird:
  - "God Lead Your Soul" (2006) - UK) - #25 Australia, #69 UK
  - "Devil Was in My Yard" (2006)
  - "I Understand What You Want but I Just Don't Agree" (2006) - UK)

### EPs
- The Sleepy Jackson EP (a.k.a. Glasshouses EP) (2000)
  1. "Glasshouses" – 3:45
  2. "Sunglass Man" – 4:56
  3. "Disco Song" – 3:16
  4. "A Cold War" – 2:35
  5. "Sleepy" – 4:28
  6. "Rich as a King, Weak as a Dead Fish" – 4:03

- Miniskirt EP (2000)
  1. "Miniskirt" – 4:04
  2. "Revolution" – 2:04
  3. "Techno Is Bad for Your Heart" – 1:42
  4. "Sunglass Man" (Edit) – 3:37

- Caffeine in the Morning Sun EP (November 12, 2001)
  1. "Not Crying (Just Standing in the Rain)" – 0:47
  2. "Good Dancers" – 4:10
  3. "Caffeine in the Morning Sun" – 4:20
  4. "Lung" – 0:41
  5. "Miniskirt" – 4:08
  6. "Brother/Birds" – 6:50

- Let Your Love Be Love EP (November 4, 2002)
  1. "This Day" – 3:47
  2. "Cavaties" – 4:07
  3. "Fill Me with Apples" – 1:07
  4. "Sunkids" – 3:17
  5. "Let Your Love Be Love" – 3:19
  6. "Pack of Nails" – 4:53
  7. "Now Your Spirit Drags the Pack" – 2:16

- The Sleepy Jackson (self-titled EP; also released on double 10" vinyl as Heart) (February 24, 2003)
  1. "Not Crying (Just Standing in the Rain)" – 0:47
  2. "Good Dancers" – 4:10
  3. "Sunkids" – 3:17
  4. "Lung" – 0:41
  5. "Now Your Spirit Drags the Pack" – 2:16
  6. "Caffeine in the Morning Sun" – 4:20
  7. "Miniskirt" – 4:08
  8. "Let Your Love Be Love" – 3:19

## Nagrody i nominacje
- 2003 ARIA Awards - Album of the Year – Lovers
- 2003 ARIA Awards Best New Artist - single - "Vampire Racecourse"
- 2003 ARIA Awards Best New Artist - album - Lovers
- 2003 ARIA Awards Best Rock Album - Lovers
- 2003 West Australian Music Industry Awards  - Most Popular Local Original Single or EP - Let Your Love Be Love
- 2003 ARIA Awards Producer of the Year - Jonathan Burnside for Lovers
- 2006 ARIA Awards Album of the Year - Personality - One Was a Spider, One Was a Bird
- 2006 ARIA Awards Best Cover Art - Luke Steele and James Bellesini at "Love Police" for Personality
- 2006 J Award - Personality - One Was a Spider, One Was a Bird